# Rédey András
sümeghi Rédey András (születési nevén Rédei András, nemesi oklevelében Andreas Redeÿ alias Sÿmeghÿ) sümegi várvédő volt a 16. században. A Rédey család sümeghi ágának őse.

## Családja, fiatalkora
Rédey András az Aba nemzetségből eredő Rédei család sarja. Feltehetően 1515-1520 körül született missei Rédei László (1476 előtt-1536 után) és egy ismeretlen családból származó Anna gyermekeként. Andrásnak négy testvére (Ágota, Orsolya, Péter és Lukács), valamint öt, apja második házasságából származó féltestvére (Ferenc, Pál, Bonaventura, István és Magdolna) ismert. Ferenc 1552-ben az egri vár egyik védője volt, de Sümegen és Szendrő várában is katonáskodott. Pál az 1560-as években Egerben katonáskodott; ő a Rhédey család magyarországi és erdélyi ágának őse - az utóbbiból származik Rhédey Ferenc erdélyi fejedelem, valamint Rhédey Klaudia, az angol királyi család őse is.
Gyermekkorát feltehetően a Heves megyei Rédén töltötte. Hatvan 1544-es elestét követően Réde is török uralom alá került. 1548-ban csatlakozott Bornemisza Pál veszprémi püspök kíséretéhez. 

## A sümegi párbaj
1552. június 1-jén elesett Veszprém vára, a veszprémi püspök Sümegre menekült, a kíséretéhez tartozó Rédey Andrással együtt. Nagy valószínűséggel az 1552-es török hadjárathoz köthető Rédey András párbaja Ahmed pasával, amiért később nemesi címet szerzett. 
A történet szerint, amelyet a családi szájhagyomány őrzött meg (illetve később Magyar Ferenc sümegi költő lejegyzett), a török sereg szeptember 28-án Sümeg várát is megkörnyékezte. A pasa, egy korábbi sérelem miatt bosszúra szomjasan, párbajra hívta ki a vár urát, a veszprémi püspököt, hogy így döntsék el a vár sorsát. A püspök - korából adódóan - nem volt harcképes; helyette Rédey András jelentkezett a feladatra. Másnap reggel Rédey András püspökruhában lovagolt ki a várból, és egyetlen kardcsapással lefejezte a török pasát. A török sereg elvonult a vár alól.

## Későbbi élete
Rédey András valamikor a párbaj után feltehetően Szendrőre költözött, és feleségül vett egy Magos családból származó lányt. Feltehetően négy fiuk ismert: András, János, Gergely és Péter. A négy fiú 1578-ban nemességet és címert kapott Rudolf királytól.

## Rédey András nemessége, a nemesi oklevél sorsa

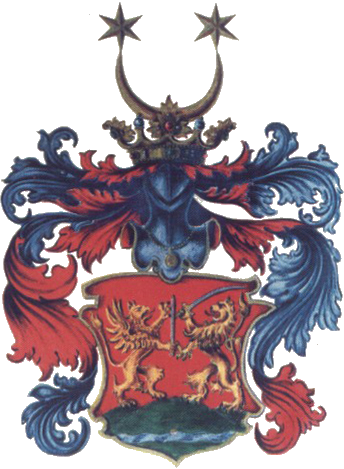
Rédey András címere (1570)

Rédey András nemesi oklevele 1570. november 23-án kelt Speyerben. A Miksa király által adományozott oklevél kiemeli a Szent Koronának és a királynak tett szolgálatait, különös tekintettel a sümegi eseményekre. A nemességét 1571. október 25-én hirdették ki Zalaegerszegen.
Az oklevél az öröklési rend szabályait követve öröklődött tovább generációról generációra. Az oklevelet birtokló családi ág a 18. század közepén Köveskálra költözött, ahova magukkal vitték a címeres levelet is. A második világháborút követően az oklevél tulajdonosa a tengerentúlra költözött, ahol a dokumentum egy költözés során elveszett. Róla csak egy 1930-as évekbeli fekete-fehér fénymásolat maradt fent.

## Emlékezete

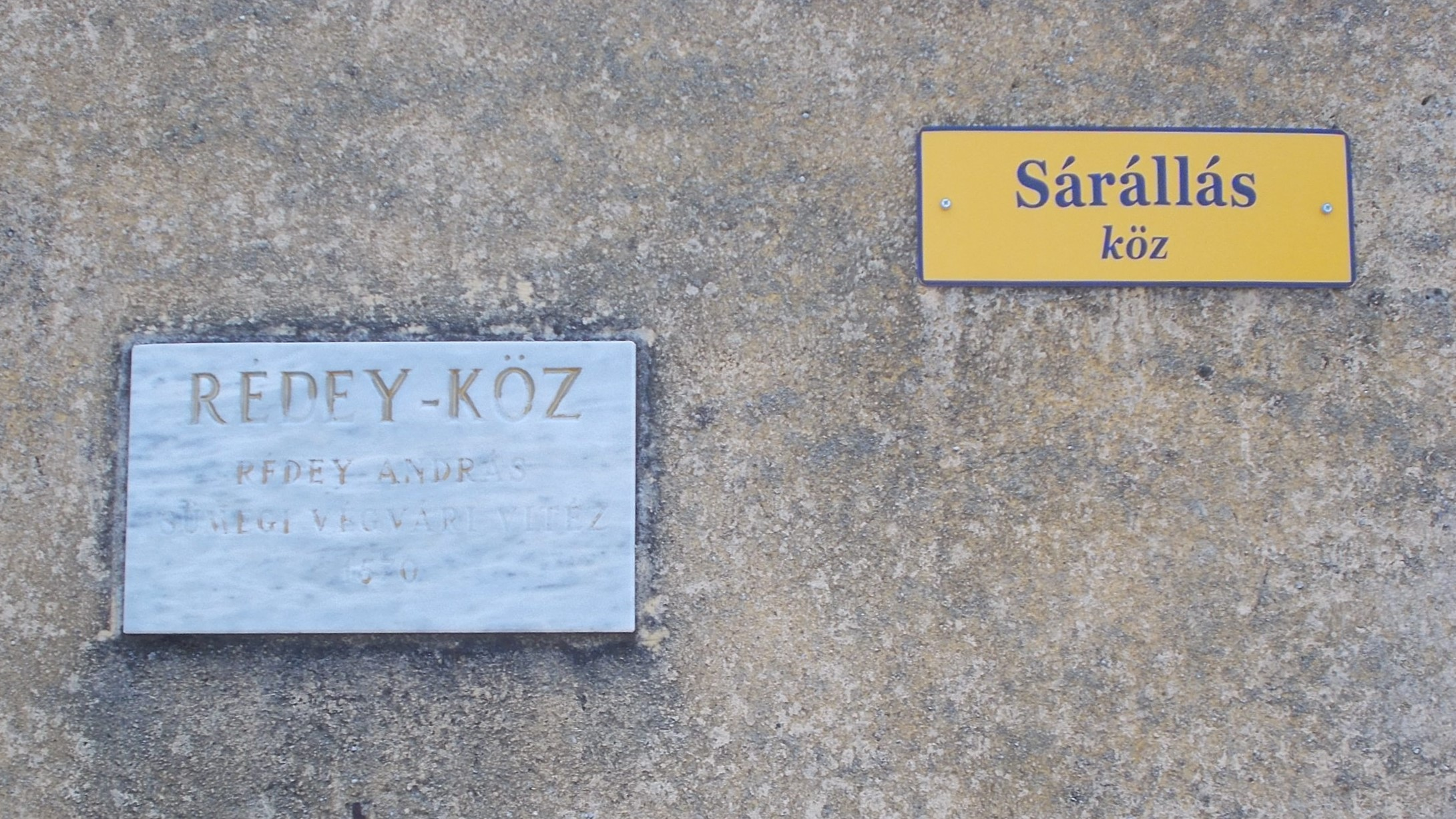
Emléktábla a Sárállás közben

Rédey András párbajának története szájhagyomány útján fennmaradt a Rédey családban. A történetet Magyar Ferenc sümegi költő jegyezte le 1858-ban kiadott regéskönyvében.
1996-ban leszármazottai családi találkozót rendeztek Sümegen, melynek során a Sárállás közben (korábban Rédey közben) emléktáblát avattak a tiszteletére.